# Johannes van Gelder
Pour les articles homonymes, voir van Gelder.
Johannes van Gelder (16..-1681) était un important libraire et imprimeur hollandais du XVIIe siècle.

## Biographie
Johannes van Gelder est à l'origine de la publication, à partir de l'année 1677, tous les quinze jours, d'une gazette nommée une Traduction libre des gazettes flamandes et autres, comportant un cartouche qui porte les initiales du journaliste français exilé aux Pays-Bas Jean-Alexandre de la Font. En 1680, il fonde la Gazette de Leyde, dont l'un des premiers numéros porte la date du 1er octobre 1680.  Claude Jordan en est le rédacteur principal de 1686 à 1688.
Après sa mort, sa veuve vendit l'imprimerie à Jean-Alexandre de la Font. Editeur, il a publié en 1678 un livre consacré à Marie Mancini: Apologie, ou Les véritables mémoires de Mme Marie Mancini, connétable de Colonna, écrits par elle-même (version corrigée et remaniée de La Vérité dans son jour)
L'un de ses homonymes, né en novembre 1634 à Haarlem et décédé en 1697 à Long Island, près de New York, s'est exilé au Nouveau-Monde dès 1664.